# Marieta de Veintimilla
Marieta de Veintimilla Marconi (Guayaquil, 8 de setembro de 1855 - Quito, 11 de março de 1907) foi uma política e escritora equatoriana do final do século XIX, conhecida popularmente como "la Generalita". Como sobrinha do presidente Ignacio de Veintimilla também foi a décima primeira Primeira-Dama da nação e responsável do poder supremo nos períodos de ausência de seu tio. Marieta se tornou a mulher com mais poder na história do Equador, símbolo do movimento feminista do começo do século XX e grande planificadora urbana da cidade de Quito, a quem amava ternamente, apesar de não ser o lugar que nasceu.